# Château-Bernard
Château-Bernard är en kommun i departementet Isère i regionen Auvergne-Rhône-Alpes i sydöstra Frankrike. Kommunen ligger i kantonen Monestier-de-Clermont som tillhör arrondissementet Grenoble. År 2022 hade Château-Bernard 286 invånare.

## Befolkningsutveckling
Antalet invånare i kommunen Château-Bernard
Referens:INSEE